# خرداد ۱۳۸۸
خرداد ۱۳۸۸، سومین ماه سال ۱۳۸۸ هجری خورشیدی است.
آغاز آن جمعه: ۱ خرداد ۱۳۸۸ (۲۲ مه ۲۰۰۹ میلادی)

## رویدادها
دهمین دورهٔ انتخابات ریاست جمهوری ایران، در روز جمعه ۲۲ خرداد ۱۳۸۸ خورشیدی (۱۲ ژوئن ۲۰۰۹ میلادی)، برگزار شد.
تظاهرات طرفداران میر حسین  موسوی و جنبش سبز